# Йон Нодтвейдт
Йон Андреас Нодтвейдт (28 червня 1975 — 13 серпня 2006) був вокалістом і гітаристом шведського блек-метал гурту Dissection. Нодтвейдт був засуджений в 1997 році за вбивство 38-річного гомосексуала Юсуфа Бен Меддур, вихідця з Алжиру. Суд визнав Нодтвейдта винним у вбивстві на ґрунті національної ненависті і гомофобії. Нодтвейдт вийшов з в'язниці в 2004 і відтворив Dissection. Йон був активним членом войовничого сатанинського ордена MLO (Misantrophic Luciferian Order) (нині Temple of the Black Light). Тексти пісень останнього альбому Dissection відображають багато сторін концепції антикосмічного сатанізму ордена.

## Смерть
16-го серпня 2006 Нодтвейдт був знайдений мертвим у колі свічок у своїй квартирі в Хесселбю (передмістя Стокгольма). Смерть настала в результаті самогубства, вчиненого з пістолета пострілом у голову. 16 серпня родичі Йона, стурбовані тим, що він вже довгий час не відповідає на телефонні дзвінки, звернулися в поліцію. Прибулий наряд розкрив квартиру Нодтвейдта в передмісті Стокгольма Хессельбю і виявив тіло музиканта на підлозі в колі свічок і з діркою в голові. Перед тим, як застрелитися, Йон написав своєму другові: "Я йду дуже далеко. Я йду в Трансільванію … "
Самогубство музиканта, якому виповнилось лише 31, тут же почало обростати неймовірними подробицями. Одна ця горезвісна Трансільванія чого варта — пам'ятається Dead (вокаліст Mayhem часів Евронімуса і теж швед за походженням) розніс собі череп, будучи одягненим у футболку з написом «Я люблю Трансільванію». Крім загадкової зв'язку шведських сатаністів з Карпатським хребтом, одна з місцевих газет приписала Нодтвейдту читання «Сатаністської Біблії» Антона Шандора ЛаВея безпосередньо перед смертю. Це вже зовсім неймовірно. Щоб активний член так званого «Misanthropic Luciferian Order» (про нього докладніше нижче), послідовник хаос-гностичної школи, true and evil до мозку кісток, і раптом вирішує померти обіймаючи том дешевого бульварно-філософсько-розважального чтива, написаного людиною, яку жоден «серйозний» сатаніст ні в гріш не ставить?! Дозвольте, щось тут не так. Втім, буквально через пару днів після публікації даного матеріалу, члени Dissection, спочатку утрималися було від яких би то не було коментарів, таки спростували цю безглузду чутку, пояснивши, що Нодтвейдт завжди зневажав вчення ЛаВея і ніколи б не опустився до того, щоб згнобити власну смерть подібним негідним справжнього сина Хаосу вчинком.
Рішення Нодтвейдта стало цілковитою несподіванкою для його рідних і близьких, бізнес-партнерів і, звичайно, численних шанувальників Dissection у всьому світі. Втім, якщо проаналізувати ті рідкісні інтерв'ю та висловлювання, які Йон дозволяв собі на публіці останнім часом, так само як і загальний стиль його поведінки, то дуже багато чого говорить за те, що до своєї останньої подорожі в човні Харона, музикант готувався вже досить довгий час. З іншого боку, незалежно від того, наскільки б довго людина не готувалась до того, щоб добровільно піти з життя, це ніяк не пояснює сам факт подібного рішення, тим більше у випадку з Йоном. І дійсно, здавалося б, після семи років в'язниці суворого режиму, куди він потрапив в 1997 році за звинуваченням у вбивстві особливої тяжкості, людина повинна була б навчитися тільки більше цінувати своє життя на волі. Але Нодтвейдт, мабуть, думав інакше…
Що ж стоїть за психологією самогубства? Чи є самогубство завжди і за будь-яких обставин проявом слабкості, або ж іноді в самогубстві проявляється сила? І, нарешті, що могло спонукати на цей крок успішного (принаймні, для масштабів даного жанру) музиканта, що відродив свій гурт буквально з нічого і добився (при даних, знову ж таки, умовах) дуже і дуже багато чого за досить короткий проміжок часу; музиканта, у якого безумовно було майбутнє і який міг досягти ще так багато чого?
Самогубства в шоу-бізнесі — справа, загалом-то, цілком звичайна, і, як би цинічно це не прозвучало, пересічне. Воно, по суті, є одним з химерних проявів так званої «зіркової» хвороби — тобто нездатності адаптуватися в новій для себе дійсності. Що Майкл Хатчінсон (INXS), що Курт Кобейн (Nirvana) — це типові жертви власної популярності і несподівано звалилася людям на голову слави й уваги. Цей стрес переживають практично всі стають маловідомі люди, і всі реагують на нього по-різному. Одні, що називається, «підхоплюють зірку» і стають малоадекватні в спілкуванні з оточуючими, інші біжать від реальності за допомогою алкоголю і наркотиків, треті вдаряються в різні релігійні та квазірелігійні вчення, а четверті — особливо загнані в кут і особливо нездатні мімікрувати — просто добровільно йдуть з життя тим чи іншим способом. Йдуть, тому що не впоралися, не витримали, спасували перед труднощами. Проте ж ті, хто знав Йона близько, ті, хто з ним стикався в професійному житті, швидко виключать подібні причини самогубства музиканта. Не той був масштаб слави, не ті масштаби успіху, щоб з ними не можна було впоратися. Та й взагалі, підозрювати в нездатності пристосовуватися до ситуації людину, яка відсиділа сім років терміну, якось важко. Тоді чому?

«Сатаніст сам приймає рішення щодо власного життя і смерті, і воліє залишити цей світ з посмішкою, коли він досяг піку в своєму житті, коли він досяг всього, і готовий перейти з цього тлінного світу [в світ інший]. Але абсолютно не по-сатанинськи йти з життя, бо тобі сумно і погано. Сатаніст помирає сильним, не від старості, хвороб або депресії, а тому що він воліє смерть безчестя! Смерть — це оргазм життя!»

 — Так Нодтвейдт відповів на запитання щодо своїх поглядів на самогубство, поставлене йому кореспондентом норвезького журналу Slayer ще в 2003 році, тобто коли він ще перебував в ув'язненні.
Що ж, коли Йон сам пов'язав свою майбутню смерть зі своїми переконаннями, пора і нам ближче познайомитися з MLO. Ось, що вони пишуть самі про себе: «MLO — це Хаос-Гностичний (прим. авт. — пізнаючий Хаос) Орден, що має своєю метою пошук істинного Світла Люцифера, шляхом пізнання, розвитку та практики всіх форм темних, гностичних і сатанинсько-магічних систем. Наша мета — створити синтез між темними традиціями древніх аеоів (прим. авт. — аеон: ера, епоха, мільярд років), створивши, таким чином, окультні ключі, які відкриють ворота прийдешньому Безкінечного Темному Аеону.
MLO вивчає і практикує всі таємниці Лівого Шляху, проте нашими офіційними і головними напрямками є три початкових шляхи темряви, які, на думку Ордена, є найбільш могутніми. Ці три шляхи — це Сетіанзім Дракона, Шумерський Хаос-Гностицизм, і Кліффотична (Анти-) Каббала. Всі ці три релігійних, філософських і магічних системи, є, в тій формі, в якій вони практикуються Орденом, Анти-Космічними і мають своєю функцією привнесення руйнуючих гармонію, хаотичних енергій в Космос, таким чином, прискорюючи розвиток, провідне творення назад до безформного Хаосу, з якого воно вийшло.
MLO визначає Космос (сформований і впорядкований всесвіт) як створення недалекого деміурга і як в'язницю, в якій Чорне Полум'я — частина первозданного Хаосу — тримається в ув'язненні. Чорне полум'я — це до-космічний дух, який не є породженням чийогось творіння, і сила, яка горить всередині просвітлених і могутніх і яка направляє їх пошук до всеосяжного Хаосу, що є джерелом усього.
Мізантропія MLO заснована на наших гностичних поглядах і презирстві, яке ми відчуваємо по відношенню до творіння, як такому, і слабкому людському стаду, що добровільно відмовилось від боротьби за абсолютну свободу, таким чином, дозволивши деміургові викорінити власну хаотичну спадщину, Чорне полум'я, і дозволивши самому собі стати рабом світла помилкового. Внаслідок цього, ідея елітарності й ідеали надлюдини є невід'ємною частиною філософії ордена і одним із стовпів нашої езотеричної роботи. <…>
<…> Таким чином, в наше завдання входить допомагати членам ордену, шляхом езотеричної роботи, увійти в істинний контакт з силами Темних Богів, тим самим наділяючи їх конкретними і речовими знаннями природи Анти-Космічної течії. Іноді подібний шлях буде пов'язаний з необхідністю піддавати, як фізично, так і психологічно, своє життя і душу смертельному ризику. Це, в свою чергу, служить посиленню, зміцненню і затемненню духу, все більше прискорюючи Анти-Космічну еволюцію та отримання темних Знань».
Далі по тексту, апологети Ордена пояснюють, чим і як вони відрізняються від всіх інших сатаністів сучасності, постійно підкреслюючи власну елітарність і винятковість, і напираючи на необхідність руйнування всього сущого і відродження Хаосу. Як і багато інших їм подібні, MLO при цьому не пояснюють, яким чином вони самі мають намір вціліти в катаклізм, над наближенням якого вони так посилено і старанно трудяться. Втім, не будемо заглиблюватися у філософсько-теософічні суперечки, і роздувати черговий скандал з приводу карикатур на пророка Магомета. Зрештою, як відомо, найбільшим досягненням демократичного суспільства є свобода віросповідання і волевиявлення, а тому, якщо хтось і хоче сповідувати релігію «Бджоли проти меду» та «Ктулху зхаває всіх!!!», це їх святе право, на яке ні я, ні будь-хто інший не вправі посягнути. Як казав старина Вольтер: «Я не поділяю ваших переконань, але готовий віддати життя за ваше право їх висловлювати».
Тут, безумовно, набагато цікавіше інше — а саме те, що, нехай і побічно, але Орден цілком доброзичливо налаштований до смерті взагалі і самогубства зокрема, і воліє іменувати цей стан трансцендентальністю, або, просто кажучи, переходом. І, знову ж таки, не зачіпаючи питання правомогутності подібних переконань, з цієї точки зору, вчинок Нодтвейдта був цілком виправданий.
Психологія самогубців — штука складна і намагатися розібратися в причинах, що спонукали людину покінчити рахунки життям, розташовуючи друкованим місцем в один розворот і вкрай обмеженими інформаційними ресурсами було б, щонайменше, самовпевнено. Будь-яка оцінка, будь-яка думка тут буде суб'єктивною, хоча б у силу того, що нікому не дано проникнути в розум іншої людини і зрозуміти, що рухає тими чи іншими його вчинками. Єдиним (відносно) надійним джерелом в даній ситуації для нас є сам Нодтвейдт, а точніше те єдине інтерв'ю, яке було організовано гуртом на підтримку останнього альбому Reinkaos. Цей матеріал був повністю опублікований на офіційній сторінці Dissection і був складений на основі питань, надісланих Нодтвейдту шанувальниками гурту.
Найбільш знаменним в цьому матеріалі, з моєї суб'єктивної точки зору, є відповідь на найперше питання, що означають слова лідера гурту про те, що закінчення відродження Dissection є початком нового етапу. «Це новий етап, так як це початок кінця, і голодний кінець наближається». У цій фразі, можливо, і полягає непряме визнання Йоном того, що для себе він уже все вирішив. «Я повністю вичерпав ресурси музики як інструменту вираження того, що я хочу висловити для себе і тієї невеликої групи людей, яка для мене щось значить, тепер я маю намір перейти в інші сфери практики. Reinkaos був нашою єдиною метою впродовж дуже довгого проміжку часу, і робота і фанатична відданість, вкладена в цю роботу кожним членом гурту, дозволила зробити цей саме таким, яким він став. Тепер, коли альбом нарешті записаний і випущений, я також зрозумів, що я зробив з Disseciton, все, що міг. Нам вдалося, по суті, реалізувати істинно сатанинську запис, благословенну темними богами, і створити істинно сатанинський гурт! Моєю метою було відродити Dissection і зробити з нього справжній сатанинський підрозділ і інструмент, покликаний допомогти мені завершити власні дослідження в галузі чорної магії, розпочаті багато років тому. З виходом альбому Reinkaos всі ці цілі вдалося втілити в реальність, і я дуже і дуже задоволений результатом. І я навіть не хотів би продовжувати цю роботу, тому що все, що я коли-небудь хотів висловити, вже виражено в ньому. <…> З Reinkaos ми досягли останньої глави. Робота Dissection завершена і буде відтепер нашою спадщиною. Я хочу подякувати моїм братам по зброї Сету і Томасу за те, що вони зробили це можливим. Salve Satan! Salve Azerate 218!»
Після цього Йон, мабуть, став планомірно готуватися до смерті, закриваючи всі свої поточні справи, укладаючи останні контракти і виконуючи останні зобов'язання перед своїми бізнес-партнерами. На це пішло ще кілька місяців. Коли і ця робота підійшла до кінця, він написав два передсмертних послання: одне — своєму батькові і друге — своїй дівчині, запалив свічки, поклав перед собою Сатанинський Гримуар (те, що поліцейські чи журналісти через незнанню і прийняли за Сатанинську Біблію) і застрелився.
У заяві про смерть Йона, опублікованому на офіційному сайті Dissection, шанувальників гурту закликають не тужити і не проводжати музиканта традиційної фразою «Спочивай з миром», бо світ — це останнє, чого бажав цей вічний борець. «Натомість побажаємо йому подальших перемог в прийдешніх битвах, до тих пір, поки не збудеться Акосмічна Доля…» Що ж, будемо сприймати це як останню волю покійного, і як би не прикро і ні боляче нам було думати і говорити про це, безумовно, талановиту людину в минулому часі, немає сенсу сумувати про те, чого вже не повернеш. Чи правильно, чи ні, він свій вибір зробив.